# Apple News
 Apple News là một ứng dụng di động tổng hợp tin tức được phát triển bởi Apple Inc., cho hệ điều hành iOS, iPadOS, watchOS và macOS. Phiên bản iOS được ra mắt cùng với việc phát hành iOS 9. Nó là sự kế thừa cho ứng dụng Newsstand có trong các phiên bản iOS trước. Người dùng có thể đọc các bài báo với nó, dựa trên các nhà xuất bản, trang web và chủ đề họ chọn, như Thời báo New York (The New York Times), công nghệ hoặc chính trị.

## Lịch sử
Ứng dụng này đã được công bố tại hội nghị dành cho nhà phát triển WWDC 2015 của Apple. Nó được phát hành cùng với phiên bản iOS 9 vào ngày 16 tháng 9 năm 2015, dành cho iPhone, iPod Touch và iPad. Khi ra mắt, ứng dụng chỉ có sẵn cho người dùng ở Hoa Kỳ, nhưng trong vòng một tháng đã có sẵn cho người dùng ở Úc và Vương quốc Anh.
Báo cáo vào năm 2014 rằng Apple Inc. đã mua lại công ty tạp chí kỹ thuật số Prss có trụ sở tại Hà Lan, nhờ đó nhà phát triển ứng dụng có thể đơn giản hóa việc tạo ra các tạp chí tương thích với iPad bằng trình soạn thảo WYSIWYG mà không yêu cầu bất kỳ kiến thức nào về lập trình. Prss được xem là phiên bản tạp chí của iBooks Author. Ý tưởng cho Prss được đưa ra sau khi doanh nhân Michel Elings và nhà văn kiêm nhiếp ảnh gia du lịch lâu năm Jochem Wijnands thiết kế ấn phẩm iPad của riêng họ có tên TRVL. Bây giờ Prss đã trở thành 'Apple News'.
Trong ghi chú tại WWDC 2016, đã tiết lộ rằng với bản cập nhật iOS 10 sắp tới, ứng dụng Tin tức sẽ thiết kế lại biểu tượng ứng dụng mới cùng với phần For You (Dành cho bạn) được cải tiến và tổ chức theo chủ đề. Hơn nữa, nó đã được thông báo rằng sẽ có hỗ trợ cho đăng ký trả phí cho một số nguồn tin tức và nhà xuất bản nhất định cũng như một hệ thống tham gia vào thông báo về các tin nóng và email trên top news stories (tin tức hàng đầu).
Trong WWDC 2018, Apple đã thông báo rằng ứng dụng Apple News sẽ được chuyển sang macOS và có sẵn cho người dùng ở Úc, Vương quốc Anh và Hoa Kỳ bắt đầu từ macOS 10.14. Ứng dụng được cài đặt theo mặc định ở mọi khu vực nhưng không hiển thị cho người dùng bên ngoài ba khu vực đó. Người dùng vẫn có thể mở nó bằng nhiều cách giải quyết khác nhau.
Vào tháng 2 năm 2019, Digiday đã báo cáo rằng các nhà xuất bản thất vọng về sự thiếu doanh thu của nền tảng, mặc dù có sự tăng trưởng ổn định về lượng khán giả trong năm qua.
Vào tháng 3 năm 2019, Apple đã hỗ trợ nền tảng này cho khu vực Canada và bổ sung thêm phiên bản đăng ký trả phí.

## Ứng dụng
Ứng dụng Apple News hoạt động bằng cách lấy các tin tức từ web thông qua các nguồn cấp dữ liệu khác nhau (Atom và RSS)  hoặc từ các đối tác xuất bản tin tức thông qua Định dạng Apple News theo kiểu dữ liệu JSON. Bất kỳ nhà xuất bản tin tức nào cũng có thể gửi nội dung của họ để đưa vào Apple News và người dùng có thể thêm bất kỳ nguồn cấp dữ liệu nào thông qua trình duyệt web Safari. Các tin tức được thêm qua Safari sẽ được hiển thị thông qua trình duyệt web đi kèm với ứng dụng.
Tin tức được lấy từ các trang web của nhà xuất bản thông qua bot thu thập dữ liệu web AppleNewsBot. Bot tìm nạp các nguồn cấp dữ liệu cũng như các trang web và hình ảnh cho dịch vụ Apple News. Nó đã nhận được những lời chỉ trích vì cư xử kém dẫn đến việc tải lỗi trên các trang web.
Phiên bản Apple News được phân phối với iOS 9 khiến bạn khó phân biệt lưu lượng truy cập bắt nguồn từ bên trong ứng dụng với lưu lượng truy cập từ các ứng dụng khác. Apple News phiên bản 2, được giới thiệu trong iOS 10, bắt đầu nhận dạng chính nó bằng chuỗi User-Agent, cho phép đo phạm vi của Apple News bằng các giải pháp phân tích web. Phân tích lưu lượng trước đây chỉ có sẵn cho các đối tác nhà xuất bản trả tiền thông qua iAds.
Trong WWDC 2018, Apple đã thông báo rằng ứng dụng Tin tức sẽ có sẵn trong macOS Mojave.
Vào ngày 25 tháng 3 năm 2019, iOS 12.2 đã được phát hành cùng với ứng dụng Tin tức được cập nhật giới thiệu đăng ký thông qua dịch vụ "Apple News+" của Apple. Biểu tượng cho Apple News cũng thay đổi, đặt chữ N ở phía trước biểu tượng và trung tâm với thiết kế hơi thay đổi.

## Apple News +
Vào ngày 25 tháng 3 năm 2019, Apple đã công bố Apple News+, một dịch vụ dựa trên đăng ký cho phép truy cập vào nội dung từ hơn 300 tạp chí, cũng như các tờ báo được chọn. Dịch vụ này được bắt đầu bởi ứng dụng đăng ký phương tiện kỹ thuật số Texture, được Apple mua lại vào năm 2018.
Wall Street Journal, một trong những tờ báo có sẵn thông qua Apple News+, sẽ cấu hình lại các dịch vụ của mình để cung cấp nhiều bài viết hơn cho độc giả bình thường. Nó sẽ không chủ động hiển thị các bài viết chuyên sâu về kinh doanh thông qua nền tảng của Apple, mặc dù chúng vẫn sẽ có sẵn bằng cách tìm kiếm thông qua kho lưu trữ ba ngày.